# Lijst van aangeboren afwijkingen
Deze lijst bevat een alfabetisch overzicht van aangeboren afwijkingen bij de mens.

## #
18q-syndroom

## A
Aardbeihemangioom -
Anencefalie - 
Angelmansyndroom - 
Atresievarianten -
Albinisme -
Aortastenose -
Atrioventriculair-septumdefect -
Atriumseptumdefect -
Autisme

## C
Craniosynostose - 
Cheilognathopalatoschisis - 
Coarctatio aortae -
Congenitale hypothyreoïdie -
Congenitale sferocytose

## D
Dysplasie - 
Syndroom van Down

## F
Fimosis -
Focomelie

## H
Hazenlip -
Heupdysplasie - 
Hirschsprung -
Hypoplastisch linkerhartsyndroom

## K
Syndroom van Klinefelter -
Syndroom van Klippel-Trenaunay -
Klompvoet

## M
Syndroom van Mayer-Rokitansky-Küster (Hauser)

## N
Nagel-patellasyndroom -
Nystagmus (aandoening)

## O
Overrijdende aorta

## P
Pectus -
Persisterende ductus arteriosus -
Pulmonalisstenose

## S
Schisis - 
Siamese tweeling - 
Sikkelcelziekte - 
Sirenomelie - 
Spina bifida - 
Syndactylie - 
SCID - 
Syndroom van Eisenmeng

## T
Tetralogie van Fallot -
Transpositie van de grote vaten -

## V
Velocardiofaciaal syndroom (Vcfs) - 
Ventrikelseptumdefect

## W
Syndroom van Waardenburg - 
Syndroom van Wolf-Hirschhorn

## Z
Zeemeerminsyndroom